# Аллегейни (индейская резервация)
Аллегейни (англ. Allegany Reservation) — индейская резервация, расположенная в северо-западной части штата Нью-Йорк, США.

## История
До XVII века на северо-западе современного штата Нью-Йорк обитали народы эри и венро, говорившие на языках из ирокезской группы. Сенека смогли оттеснить эти племена во время Бобровых войн и занять их земли. После Американской революции Лига ирокезов окончательно распалась и большинство сенека поселилось на западе штата Нью-Йорк и северо-западе Пенсильвании. 11 ноября 1794 года сенека подписали договор Канандайгуа с правительством Соединённых Штатов, а в 1797 году для них была образована индейская резервация Аллегейни, где также поселилась небольшая группа племени кайюга. Большинство сенека в штате Нью-Йорк сформировали современное выборное правительство, объединившись в 1848 году в индейскую нацию сенека, отделилась лишь группа Тонаванда, решив сохранить традиционную форму племенного правления.
Во время Великой депрессии правительство США санкционировало крупный проект по борьбе с наводнениями на реке Аллегейни, но строительство началось только в 1961 году. Проект предусматривал строительство плотины и водохранилища, чтобы затопить большую часть тракта Сажателя Кукурузы и западную часть резервации Аллегейни. Эти районы были сделаны непригодными для проживания во время строительства плотины Кинзуа, которое было завершено в 1965 году. Сенека получили компенсацию в основном за счёт предоставления земельных участков, выделенных в Джимерсон-Тауне, где были построены новые дома.

## География
Резервация расположена в юго-западной части округа Каттарогус вдоль реки Аллегейни. Город Саламанка (на языке сенека Onë:dagö:h), за исключением северной части вдоль трассы US 219, находится в пределах резервации.
Общая площадь резервации составляет 125,62 км², из них 105,88 км² приходится на сушу и 19,74 км² — на воду. Административным центром резервации является деревня Джимерсон-Таун.

## Демография
Согласно федеральной переписи населения 2000 года в резервации проживало 1 099 человек, насчитывалось 410 домашних хозяйств и 459 жилых домов. Плотность населения Аллегейни составляла 11,7 чел./км².  Расовый состав по данным переписи распределился следующим образом: 42,13 % белых, 0,82 % афроамериканцев, 53,78 % индейцев, 0,45 % азиатов, 0,18 % представителей других рас и 2,64 % представителей двух или более рас. Испаноязычные или латиноамериканцы любой расы составили 2 %.
Из 410 домашних хозяйств в 30,7 % — воспитывали детей в возрасте до 18 лет, 40,7 % — представляли собой совместно проживающие супружеские пары, в 18 % — проживали женщины-домохозяйки без мужа, и 31,7 % — не имели семей. 24,1 % домохозяйств состояли из одного человека, и в 9,5 % проживал один человек в возрасте 65 лет и старше.
Население резервации по возрастному диапазону распределилось следующим образом: 29,9 % — жители младше 18 лет, 7,7 % — от 18 до 24 лет, 27,2 % — от 25 до 44 лет, 21,4 % — от 45 до 64 лет, и 13,7 % — в возрасте 65 лет и старше. Средний возраст жителей составил 34 года. На каждые 100 женщин приходилось 103,1 мужчин.
Средний доход на одно домашнее хозяйство в индейской резервации составлял 28 971 доллар США, а средний доход на одну семью — 30 250 долларов. Мужчины имели средний доход в 23 958 долларов в год против 20 982 доллара среднегодового дохода у женщин.  Доход на душу населения в резервации составлял 12 681 доллар в год. Около 17 % семей и 22,6 % всего населения находились за чертой бедности, в том числе 24,7 % тех, кому ещё не исполнилось 18 лет, и 22,3 % старше 65 лет.
В 2020 году в резервации проживало 1 064 человека. Расовый состав населения: белые — 293 чел., афроамериканцы — 9 чел., коренные американцы (индейцы США) — 678 чел., азиаты — 0 чел., океанийцы — 0 чел., представители других рас — 10 чел., представители двух или более рас — 74 человека. Испаноязычные или латиноамериканцы любой расы составили 27 человек. Плотность населения составляла 8,47 чел./км².